# I liga polska w piłce siatkowej kobiet (1975/1976)
I liga polska w piłce siatkowej kobiet 1975/1976 – 40. edycja rozgrywek o mistrzostwo polski w piłce siatkowej kobiet.

## Drużyny uczestniczące
| | I liga 1975/1976    |   |      |
| --- | ------------------- | - | ---- |
| MIL | Płomień Milowice    | 1 | PEMK |
| WAR | AZS AWF Warszawa    | 2 |      |
| ŚWI | Polonia Świdnica    | 3 |      |
| ŁÓD | Start Łódź          | 4 |      |
| KRA | Wisła Kraków        | 5 |      |
| WRO | Odra Wrocław        | 6 |      |
| | Awans z II ligi     |   |      |
| ŁÓD | ChKS Komunalni Łódź | 7 |      |
| KAT | Kolejarz Katowice   | 8 |      |
| Oznaczenia: - kolumna pierwsza – skróty nazw drużyn wpisane na mapie (jeśli ta została zamieszczona), - kolumna trzecia – miejsce zajęte przez daną drużynę w poprzednim sezonie. |                     |   |      |

## Rozgrywki
Tabela
| Lp. | Drużyna             | Pkt | Mecze | Mecze | Mecze | Sety | Sety | Sety  |
| Lp. | Drużyna             | Pkt | M     | W     | P     | wyg. | prz. | ratio |
| --- | ------------------- | --- | ----- | ----- | ----- | ---- | ---- | ----- |
| 1.  | ChKS Komunalni Łódź | 25  | 14    | 11    | 3     | 37   | 42   | 0.881 |
| 2.  | Wisła Kraków        | 32  | 18    | 14    | 4     | 35   | 12   | 2.917 |
| 3.  | Start Łódź          | 32  | 18    | 14    | 4     | 34   | 18   | 1.889 |
| 4.  | Płomień Milowice    | 34  | 20    | 14    | 6     | 31   | 28   | 1.107 |
| 5.  | AZS AWF Warszawa    | 36  | 22    | 14    | 8     | 27   | 27   | 1.000 |
| 6.  | Kolejarz Katowice   | 37  | 23    | 14    | 9     | 22   | 32   | 0.688 |
| 7.  | Polonia Świdnica    | 38  | 24    | 14    | 10    | 18   | 35   | 0.514 |
| 8.  | Odra Wrocław        | 40  | 26    | 14    | 12    | 10   | 37   | 0.270 |

     spadek do II ligi

## Klasyfikacja końcowa
| Miejsce | Drużyna             |
| ------- | ------------------- |
| 1.      | ChKS Komunalni Łódź |
| 2.      | Wisła Kraków        |
| 3.      | Start Łódź          |
| 4.      | Płomień Milowice    |
| 5.      | AZS AWF Warszawa    |
| 6.      | Kolejarz Katowice   |
| 7.      | Polonia Świdnica    |
| 8.      | Odra Wrocław        |

     spadek do II ligi